# 嶺脇育夫
嶺脇 育夫（みねわき いくお、1967年5月28日 - ）は、日本の実業家。タワーレコード株式会社の代表取締役社長。秋田県北秋田市出身。

## 略歴
中学生の時に忌野清志郎に共感を覚え、忌野に傾倒していく。勉強は嫌いであったが、音楽・本・映画を好む青春時代だったという。
1986年3月に秋田県立鷹巣高等学校を卒業。その後上京し、1988年3月にタワーレコード株式会社に入社。いくつかの店舗で勤務した後、1994年7月に心斎橋店の店長となった。同店の店長時代、試聴機に工夫を凝らしたりしたことから、当時のタワーレコード社長に「この店はお前の箱庭だな」と評価されていた。そうしたことから、1998年に「1000坪の箱庭を作ってくれ」と言われ新宿店の店長となった。
新宿店の店長となってからは以前より忙しい毎日を送っていた。2000 - 2001年頃、家で疲れてテレビを見ていたところ、加護亜依が出演しており「可愛いなぁ」と思ったことをきっかけとしてハロー!プロジェクト（以下「ハロプロ」）の一員であるモーニング娘。に興味を持つようになった。モーニング娘。の曲である「Memory 青春の光」を聴いたところ「カッコイイ」と思ったという。「そこから気づいたらズッポリ」という状態になり、毎日ハロプロの番組をVTRに録画して見るようになった。その後、中野サンプラザで行われたコンサートを新宿店のスタッフと共に見に行き、ミニモニ。のコスプレをしている人や、特攻服を着ている人がいたことから、ファンにも興味を持ったという。「コンサートの楽しさのうち、30%ぐらいは彼らが作り出しているんじゃないかな」と評価している。さらに、Berryz工房（ハロプロ所属）やPerfumeにも興味を持つようになった。
当時のタワーレコードの風潮から、モーニング娘。は他チェーン店と比べあまり売れていなかったが、新宿店では特別に販売促進に注力した結果売れるようになった。その後もプッシュし続け、カントリー娘。のイベントを行う・タンポポのフリーペーパーを配布する・ハロプロコーナーを設置し、そのコーナーの担当者が手作りのPOPを作成し店頭に出すなどの取り組みを行った結果、大量にCDを入荷できる状況になったという。
2002年11月、第一店舗運営本部本部長に就任。タワーレコード全体としては、ハロプロやアイドルの音楽に注目していなかったことから、メロン記念日のファーストアルバムの入荷枚数も少なく、全然売れていない状態であった。そうしたことから「メロン記念日を売れ!」という命令を出した。その後、役員に就任し、取締役最高ブランド責任者兼最高情報責任者などを務めた後、2011年3月に代表取締役社長に就任。小売事業の強化・体質改善の一環として現場時代の長い嶺脇が社長になったという。
社長に就任して以降の2011年6月には、アイドル専門のレコードレーベルであるT-Palette Recordsを立ち上げ、レーベルの代表となった。本人もアイドルヲタであることから、T-Palette Recordsは「ヲタ目線、顧客視線のマーケティングで勝負していきたい」と嶺脇は考えている。

## エピソード
Berryz工房では、初期は嗣永桃子のファンであったが「21時までのシンデレラ」の発売後に、ハロープロジェクトショップで熊井友理奈の生写真の可愛さに衝撃を受けて熊井に推し変した。「にょきにょきチャンピオン!」の頃は、熊井の生写真のフルコンプリートを目指しており、他のメンバーの生写真でも熊井の肢体の一部が見切れているだけで購入していた(生写真の合計所持枚数は約2500枚)。このエピソードは、2011年11月25日放送のタモリ倶楽部でも紹介された。
生粋のハロヲタ（ハロプロヲタク）であるが、AKB48劇場にもかなり初期に一度だけ行ったことがある。しかし、ハロプロの中で当時はまっていたBerryz工房だけでなく、AKB48にもはまると家庭崩壊をおこすと考え、自重することにした。
可憐Girl'sの中元すず香のファンになったのを切っ掛けに、中元が参加したさくら学院を応援するようになり、そこで菊地最愛の大ファンになり以降、さくら学院の熱心な父兄（さくら学院ファンの通称）としても知られる。
ファンであることを公言したアイドルは、辻希美、熊井友理奈、紺野あさ美、菊地最愛、中西香菜、浜浦彩乃、島村嬉唄、井上玲音がいる。
Berryz工房活動休止後は、特に浜浦彩乃が所属するこぶしファクトリーとハロプロ研修生の公演だけは地方遠征すると発言している。

## 出演・連載

### テレビ
- 『タモリ倶楽部』(テレビ朝日、2011年11月25日)

### ラジオ
- 『午後のまりやーじゅ』アイドル情報局(NHKラジオ第一、2013年4月 -　2015年3月）

### 映画

#### 製作
- 『あの頃。』（2021年）[17]

### 雑誌
- 『BUBKA』アイドルなしでは生きていけない!（白夜書房　- 2015年5月号）
- 『月刊エンタメ』南波一海と嶺脇育夫のアイドル三十六房EN（徳間書店、2015年1月号 - ）

### ネット放送
- 『南波一海のアイドル三十六房』（タワレボ、2012年11月28日 - ）

### WEB連載
- 『嶺脇育夫のロマンスを語って』（MiKiki、2015年6月 - ）